# Journal d'un vieux dégueulasse
Le Journal d'un vieux dégueulasse est un recueil de chroniques rédigées par l'écrivain américain Charles Bukowski en 1967.

## Synopsis
Ces chroniques, initialement parues dans le magazine anti-conformiste Open City, relatent le quotidien réel ou supposé de l'écrivain, sans que l'on ne puisse toujours discerner la part véridique de l'imaginaire.
On y retrouve le goût de l'auteur pour les errances nocturnes, l'alcool, les femmes, les paris et le baseball dans une sorte de réflexion sur la société inspirée par ses multiples expériences de la vie.
Son style, brut et direct, se caractérise notamment par le refus d'employer des majuscules. Toutes les phrases débutent ainsi par une lettre minuscule.

## Publication en France
En 1977, une traduction française de Philippe Garnier paraît aux éditions Les Humanoïdes Associés (collection Speed 17) sous le titre Mémoires d'un vieux dégueulasse.
L'œuvre a été rééditée en 1996 par les éditions Grasset dans une nouvelle traduction de Gérard Guégan, sous le titre Journal d'un vieux dégueulasse, avec une réédition sous le même titre en 1998 (LGF - Le livre de poche).

## Extrait
« il est en treillis, et il rogue "t'attends quoi pour nous pondre un truc sur ce qui vient d'arriver à l'autre Kennedy ?" et lui-même, puisqu'il se proclame écrivain, pourquoi, diable, ne s'y met-il pas ? comme si je devais nettoyer à sa place les écuries ! »

— Charles Bukowski, 1969 - Éditions Grasset & Fasquelle, 1996, pour la traduction française - Traduction : Gérard Guégan